# San Valentino Torio
San Valentino Torio er en by i Campania, Italien med 10.814 (2023) indbyggere.